# SK Beveren
KV Red Star Waasland – Sportkring Beveren (antretend unter dem Kurznamen SK Beveren) ist ein Fußballverein aus der belgischen Stadt Beveren. Die Klubfarben sind Rot, Gelb und Blau. Gegründet wurde der Verein als Voetbalclub Red Star Nieuwkerken-Waas und trat 1944 unter dem Namen KFC Red Star Haasdonk dem Königlichen Belgischen Fußballverband bei. 2002 zog der Verein in das Puyenbekestadion in Sint-Niklaas und 2010 nach der inoffiziellen Fusion mit dem Verein KSK Beveren zurück nach Beveren in das Stadion Freethiel.

## Geschichte
Am 1. Mai 1936 wurde der Voetbalclub Red Star Nieuwkerken-Waas gegründet. Dieser trat zunächst dem Vlaamsche Voetbal Bond bei und wurde erst 1944, allerdings unter dem Namen Red Star Haasdonk, Mitglied des offiziellen belgischen Verbandes. 1986 wurde dem Verein das Attribut „königlich“ verliehen.
Red Star spielte in der fünftklassigen regionalen Liga Ostflandern. 2000 gelang dort die Meisterschaft und damit der Aufstieg in die landesweite vierte Liga. Hier gelang mit einem Punkt Vorsprung auf Eendracht Meldert erneut der erste Platz und damit der direkte Durchmarsch in die Drittklassigkeit. Dort belegte die Mannschaft in ihrer ersten Saison den sechsten Platz. Am Ende der Saison zog der Verein nach Belsele, eine Teilgemeinde der Stadt Sint-Niklaas, in das größere Puyenbekestadion, in dem bis 2000 der Verein Sint-Niklase SKE gespielt hatte. Der Vereinsname wurde daher in KV Red Star Waasland geändert.
Nach einem achten Platz 2003 gelang 2004 das dritte Mal innerhalb von fünf Jahren ein erster Tabellenrang. Damit stieg der Klub in die zweite Liga auf. Mit zwei Punkten Vorsprung auf AFC Tubize konnte sich die Mannschaft dort als Tabellenfünfter überraschend für die Aufstiegsspiele zur 1. Division qualifizieren. Ohne Sieg und mit nur zwei Unentschieden wurde die Sensation klar verpasst und man musste KSV Roeselare den Vortritt lassen.
2006 wurde die Mannschaft Vierte, verpasste aber die Aufstiegsspiele. Allerdings wurde mit Kristof Arys, dem 18 Tore gelangen, der Torschützenkönig der zweiten Liga gestellt. Im belgischen Pokalwettbewerb schied Red Star gegen den Lokalrivalen KSK Beveren mit 0:1 aus und in der Saison 2007/2008 im Achtelfinale mit einem 2:0 gegen den RSC Anderlecht. In der Saison 2008/2009 erreichte Red Star den vierten Platz und stellte mit Hervé Ndjana Onana, der 26 Tore erzielt hatte, erneut den Torschützenkönig.
Der Lokalrivale KSK Beveren geriet im Frühling 2010 in finanzielle und sportliche Probleme. Am 20. Mai 2010 kündigten die Vereine ihren inoffiziellen Zusammenschluss an. Ein offizieller und rechtlicher Zusammenschluss schied wegen der Schuldenlast des KSK Beveren aus. Die erste Mannschaft des KSK Beveren wurde aufgelöst und KV Red Star Waasland in KVRS Waasland – SK Beveren umbenannt. Nach außen verwendete der Verein den Namen Waasland-Beveren. Zudem spielte er im Stadion Freethiel in Beveren. Die Klubfarben sind eine Kombination der gelb-roten Farben von Red Star Waasland und der gelb-blauen Farben von Beveren.
Im Juni 2022 erfolgte eine Einigung mit dem mittlerweile in der 1. Provinzklasse spielenden KSK Beveren, dass, wenngleich der offizielle Name KV Red Star Waasland – Sportkring Beveren beibehalten wird, der Verein ab der Saison unter dem Namen SK Beveren und dem alten Wappen des KSK Beveren in der Division 1B antritt. Zugleich wollen die beiden Vereine auf organisatorischer, logistischer und kaufmännischer Ebene zusammenarbeiten und sich in den folgenden fünf Jahren weiter annähern, mit dem Ziel einer Fusion.
Der bisher größte Erfolg nach dem Zusammenschluss war der Aufstieg in die 1. Division zur Saison 2012/13, wobei man sich als Zweiter über die Relegationsspiele zur ersten Liga qualifizierte. In den Folgejahren belegte Waasland-Beveren in der Hauptrunde stets einen Platz in der unteren Tabellenhälfte. In der anschließenden Play-off-Runde gelang dem Verein jeweils keine Qualifizierung für den Europapokal.
Am 18. November 2018 war als Trainer Adnan Čustović verpflichtet wurden. Der Verein beendete die Saison 2018/19 als vorletzter. Allerdings betrug der Abstand zum Abstiegsplatz sieben Punkte.
In der neuen Saison 2019/20 stand Waasland-Beveren nach fünf Spieltagen mit nur einem Punkt auf dem letzten Platz der Tabelle. Am 26. August 2019 wurde Čustović als Trainer entlassen. Der bisherige Assistenztrainer Dirk Geeraerd übernahm das Training vorläufig.
Am 30. August 2019 wurde die Verpflichtung von Arnauld Mercier als neuer Trainer, der die Leitung des Training nach dem nächsten Spiel übernahm, bekanntgegeben. Am 27. Spieltag der Saison 2019/20 rutschte Waasland-Beveren auf den letzten Platz der Tabelle ab. Darauf wurde Mercier entlassen. Für die letzten drei Spieltage der Hauptrunde übernahm wieder Assistenztrainer Dirk Geeraerd das Training. Anfang Juni 2020 wurde Nicky Hayen als neuer Trainer verpflichtet.
Mitte September 2020 wurden 97 % der Anteile am Verein von der amerikanischen Sportinvestorengruppe Bolt Football Holdings übernommen.
Nachdem Waasland-Beveren als Letzter der Tabelle in der Saison 2019/20 ohne die Aufstockung der Division 1A abgestiegen wäre (siehe eigener Abschnitt), stand der Verein in der Saison 2020/21 in der Rückrunde weitgehend auf dem letzten Platz; zum Teil mit vier Punkten Rückstand auf Platz 17. Waasland-Beveren erreichte am letzten Spieltag noch den Relegationsplatz (Platz 17). In den Relegationsspielen spielte Waasland-Beveren 1:1 auswärts und 2:5 zu Hause gegen den RFC Seraing und stieg damit in die Division 1B ab.

### Ausgang der Saison 2019/20
Aufgrund der COVID-19-Pandemie wurde der letzte Spieltag der Hauptrunde (wie alle anderen Sportveranstaltungen) durch den nationalen Sicherheitsrat am 12. März 2020 untersagt. Dieses Verbot wurde mehrfach verlängert und gilt bis 31. Juli 2020 (auch ohne Zuschauer). Darauf beschloss die Generalversammlung der Vereine der Pro League, die Saison abzubrechen. Dabei entschied die Abbruchtabelle, in der Waasland-Beveren auf dem letzten Platz stand, über den Abstieg. Entsprechend stieg der Verein in die Division 1B an. Waasland-Beveren hatte stattdessen vorgeschlagen, in dieser Saison den Abstieg auszusetzen und entsprechend in der kommenden Saison mit 18 Vereinen zu spielen. Am 25. Mai 2020 hat der Verein dagegen Beschwerde beim belgischen Schiedsgericht für den Sport eingelegt.
Am 8. Juli 2020 erklärte das Schiedsgericht die Entscheidung der Generalversammlung bezüglich des Abstieges für ungültig. Es sei eine nicht nachvollziehbare Ungleichbehandlung, dass für die Frage des Abstieges aus der Division 1A der Tabellenstand beim Abbruch der Saison herangezogen wurde. Bei Austragung des letzten Spieltages der Hauptrunde und einem Sieg und gleichzeitiger Niederlage von KV Ostende wäre Waasland-Beveren nicht abgestiegen. In der Division 1B stand zu diesem Zeitpunkt nur noch das zweite Aufstiegsspiel offen, auf dessen Durchführung nach dem gleichen Beschluss bestanden wurde. (Da nach der Rechtslage im Mai noch ein absolutes Sportverbot bis 31. Juli 2020 bestand, war dieses Spiel auf den 2. August 2020 terminiert wurden.)
Der Verwaltungsrat von Pro League entschied am 13. Juli 2020 an der Abstiegsentscheidung gegen Waasland-Beveren festzuhalten. Sie solle lediglich besser begründet werden. Die endgültige Entscheidung kann aber nur einer Generalversammlung aller Vereine treffen, die wegen der Einladungsfrist erst am 31. Juli 2020 stattfinden kann. Einer vorzeitigen Durchführung stimmte Waasland nicht zu.
Am 24. Juli 2020 erhob der Verein vor dem Handelsgericht Dendermonde Klage gegen Pro League. Nach Auffassung des Vereins wäre aktuell der Beschluss über den Abstieg aufgehoben, so dass Waasland-Beveren bis zu einem neuen Beschluss der Generalversammlung im Spielplan der Division 1A aufzulisten sei. Mit Urteil vom 30. Juli 2020 folgte das Gericht dieser Auffassung und setzte ein Ordnungsgeld von 2,5 Millionen Euro für jedes Spiel, was nach dem ungültigen Spielplan durchgeführt würde, fest. Das Gericht betonte zugleich, dass auch die geplante neue Begründung nicht ausreichend sei, so dass es dieses Urteil wiederholen würde, falls Waasland nach einem entsprechenden Beschluss der Generalversammlung wieder das Schiedsgericht anriefe.
Pro League nahm noch am selben Tag den Spielplan vorläufig zurück.
Bei der Generalversammlung am Folgetag beschlossen die Vereine, dass es in der Saison 2019/20 keinen Absteiger gibt. Waasland-Beveren verblieb in der Division 1A.

## Präsident
Seit Januar 2016 ist Dirk Huyck Vereinspräsident. Er übernahm dieses Amt nach einer Amtszeit von 18 Monaten von Jozef Van Remoortel, der nunmehr Vize-Präsident des Vereins wurde.

## Kader 2023/24
Stand: 17. Oktober 2024
| Nr. |                     | Position | Name                |
| --- | ------------------- | -------- | ------------------- |
| 1   | Niederlande         | TW       | Beau Reus           |
| 4   | Trinidad und Tobago | AB       | Sheldon Bateau      |
| 5   | Brasilien           | MF       | Everton Luiz        |
| 6   | Niederlande         | MF       | Finn Dicke          |
| 7   | Irland              | ST       | Liam Kerrigan       |
| 8   | Belgien             | MF       | Mathis Servais      |
| 9   | England             | ST       | Ademola Ola-Adebomi |
| 10  | Belgien             | ST       | Anthony Limbombe    |
| 11  | Japan               | ST       | Yutaka Michiwaki    |
| 13  | Marokko             | AB       | Ahmed Khatir        |
| 15  | Belgien             | AB       | Dries Wuytens       |

| Nr. |                              | Position | Name                 |
| --- | ---------------------------- | -------- | -------------------- |
| 16  | Belgien                      | TW       | Maxim Deman          |
| 18  | Belgien                      | MF       | Sieben Dewaele       |
| 20  | Belgien                      | AB       | Dylan Dassy          |
| 21  | Luxemburg                    | AB       | Laurent Jans         |
| 23  | Senegal                      | MF       | Malick Fall          |
| 24  | Kamerun                      | AB       | Hadji Issa Moustapha |
| 30  | Belgien                      | AB       | Alexander Corryn     |
| 32  | Kroatien                     | AB       | Jakov Filipović      |
| 43  | Belgien                      | MF       | Sander Coopman       |
| 77  | Turkei                       | ST       | Hüseyin Ertürk       |
| 84  | Kongo Demokratische Republik | TW       | Josua Lusamba        |

## Trainer (Auswahl)
- Adnan Čustović (2018–2019)
- Arnauld Mercier (2019–2020)
- Dirk Geeraerd (2020)
- Nicky Hayen (2020–)